# Aneilema zebrinum
Aneilema zebrinum är en himmelsblomsväxtart som beskrevs av Emilio Chiovenda och Chiarugi. Aneilema zebrinum ingår i släktet Aneilema och familjen himmelsblomsväxter. Inga underarter finns listade.